# 贾森·加德纳
贾森·加德纳（英語：Jason Gardener，1975年9月18日—），英国男子田径运动员，主攻短跑。他曾代表英国参加2000年和2004年夏季奥林匹克运动会田径比赛，其中2004年奥运会获得一枚金牌。